# Античный театр (Херсонес)
Античный театр в Херсонесе — театр в городе Херсонес Таврический, который был сооружен в первой половине III века до н. э. и по назначению использовался до конца IV в. н. э..  Херсонесский театр неоднократно подвергался различного рода модификациям, как архитектурным, так и репертуарным. Наиболее значительными были изменения I в. н. э., когда в городе был размещен римский вексиллярий, и древнегреческие традиции театральных эпических и музыкальных постановок уступили место римским цирковым зрелищам и гладиаторским боям. Единственный античный театр Крыма и всех стран бывшего СССР.

## История
Древнегреческие традиции театрального исполнения поддерживались до I века н. э. По предположениям археологов и историков, во времена Древнего Рима арена также использовалась для боёв гладиаторов. Кавея могла вместить 1,5-2 тыс. зрителей (по другим источникам — до 3,2 тыс.), то есть практически всех свободных мужчин — граждан тогдашнего Херсонеса.
С введением христианства и исчезновением язычества сооружение пришло в упадок и со временем стало использоваться как каменоломня, также некоторое время использовалось как свалка. Впоследствии на его месте было построено два храма и несколько жилых домов. Один из храмов был сооружен в VIII—IX веках и стоял прямо на стене бывшего театра; он просуществовал до времени гибели Херсонеса. Другой храм, получивший название «Храм с ковчегом», был сооружен в X—XI веках. Под его алтарём в тайнике был найден небольшой серебряный ковчег VI века — сундучок, в котором хранились завернутые в шелк мощи неизвестного святого. В XIV веке «Храм с ковчегом» погиб во время пожара.
В начале XXI века в античном амфитеатре время от времени проходят спектакли Русского драматического театра им. А. В. Луначарского.

## Театр и музыка в Херсонесе
В Херсонесе театральные представления составляли часть многодневного праздника в честь Дионисия. На праздник к театру собирались все жители города, а перед драматическими соревнованиями проводилась церемония награждения за особые заслуги перед городом.
Историки попытались реконструировать репертуар Херсонесского театра. Известно, что как и в других полисах, здесь ставились классические произведения известных греческих авторов. Однако были и драмы местных драматургов. Особый интерес проявляли к пьесам, действие которых происходило в Северном Причерноморье. До сегодняшнего дня дошла лишь драма Эврипида «Ифигения в Тавриде», кроме того известно о существовании драм «Скифы» Софокла и «Скифы и тавры» Антифана, которые не сохранились. О существовании местных авторов драм упоминается в херсонесском надписи римского времени, в котором среди участников музыкальных состязаний упоминаются комедиографы.
В надписях римского времени сохранилось прямое свидетельство музыкальных соревнований в амфитеатре Херсонеса. Поэтому ученые считают, что театр использовался не только для драматических спектаклей, но и для концертов. В театре и на площадях Херсонеса происходили танцы с пением в день памяти Ламаха, отца херсонесской героини Гикии.
В римское время в театре проходили гладиаторские бои, об этом свидетельствует обломок херсонесского рельефа, где передан конечный момент соревнования двух гладиаторов.

## Галерея

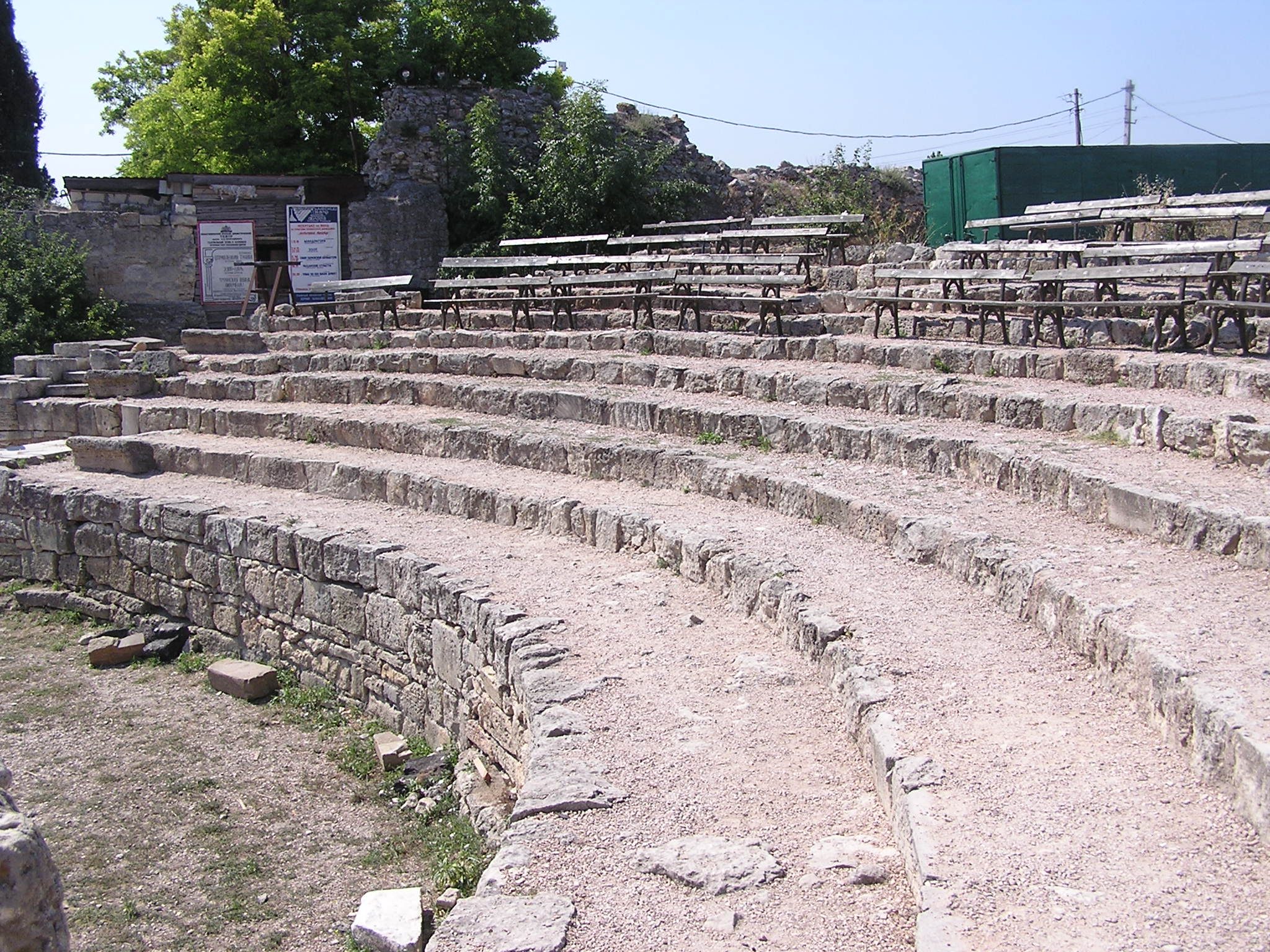
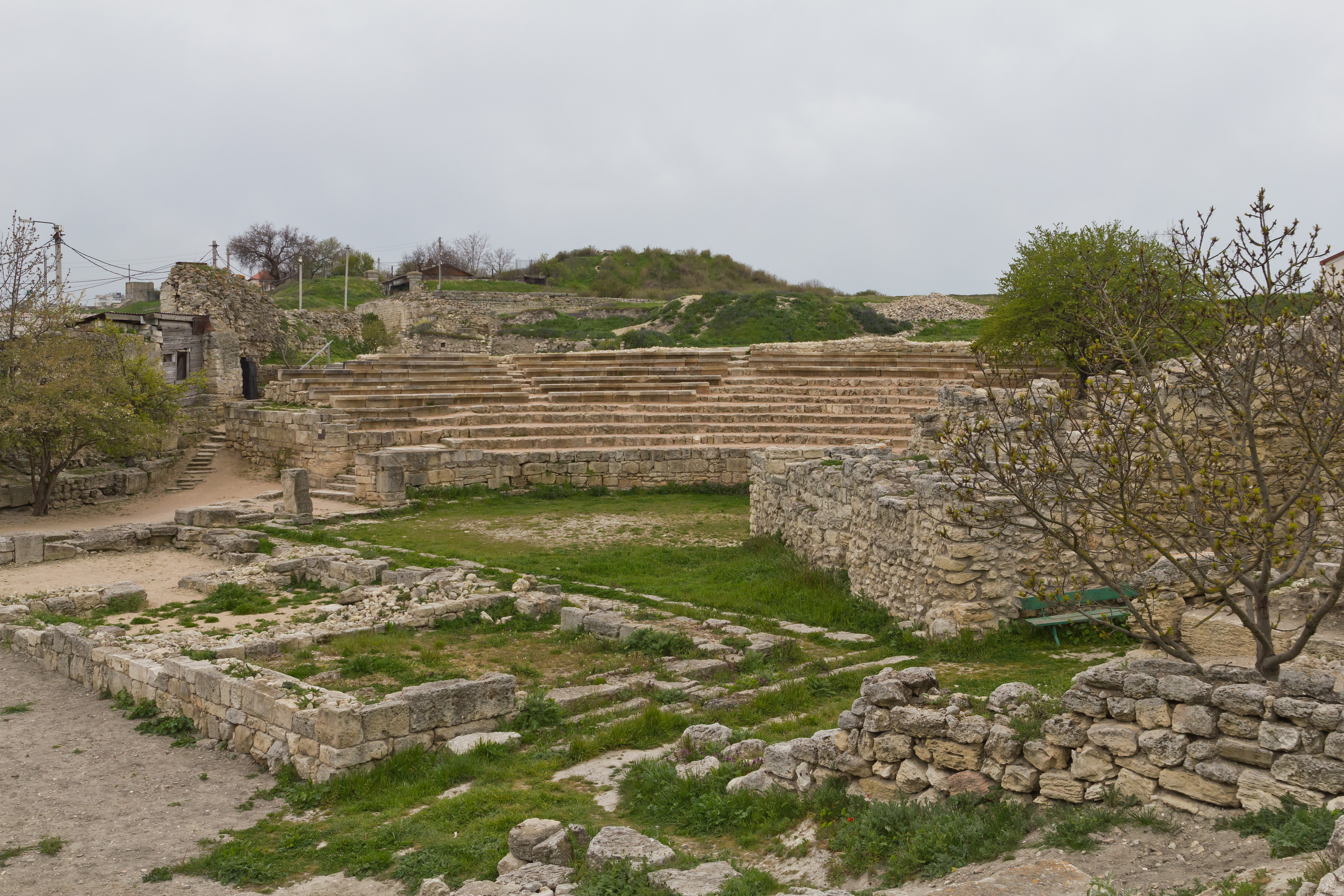